# Vintergatans fritidsområde
Vintergatans fritidsområda is een plaats in de gemeente Hudiksvall in het landschap Hälsingland en de provincie Gävleborgs län in Zweden. De plaats heeft 81 inwoners (2005) en een oppervlakte van 34 hectare.